# 長砂2号墳
長砂2号墳（ながさこにごうふん）または長砂の石棺（ながさこのせっかん）は、岡山県総社市久代（くしろ）にある古墳。形状は方墳。長砂古墳群を構成する古墳の1つ。史跡指定はされていない。

## 概要
岡山県南部、新本川中流域北岸の丘陵端（標高約40メートル）に築造された小方墳である。現在までに墳丘周囲は開墾等により改変され、石槨前面は崩落して崖状になっている。発掘調査は実施されていない。
墳形は方形で、一辺約9メートルを測る。埋葬施設は横口式石槨で、南方向に開口する。岡山県内では唯一の横口式石槨であり、石槨部（石棺）には兵庫県加古川市の竜山石が使用される点でも注目される。副葬品は詳らかでない。
築造時期は、古墳時代終末期の7世紀代と推定される。岡山県内における後期古墳の最後を飾る古墳であるとともに、一帯は古代下道郡の一角にあたり、古代氏族の下道氏との関連が示唆される。

## 埋葬施設

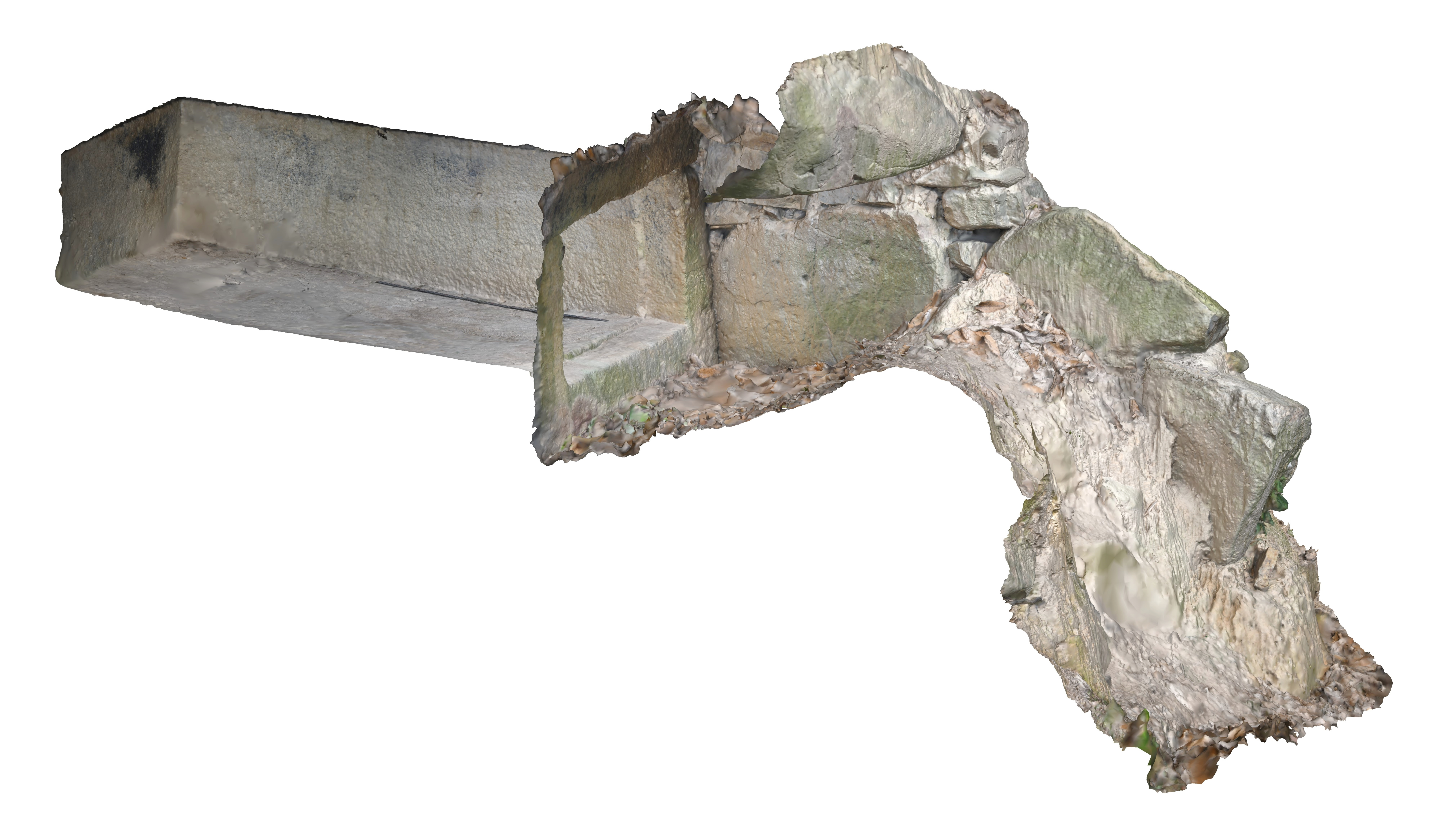
石槨俯瞰図

石槨展開図

埋葬施設としては横口式石槨が構築されており、南方向に開口する。小口を開けた石棺に短い羨道が取り付く構造である。石槨の規模は次の通り。
- 石槨部（石棺）：長さ2.03メートル、幅0.86メートル、高さ0.57メートル
- 羨道：長さ2.45メートル、幅1.3メートル、高さ1.2メートル

石槨部は、兵庫県加古川市の竜山石製の刳抜式石棺で、小口の一方を開口する。小口を閉塞した蓋板は、周辺の石碑の台石に転用されている（石碑の安永4年（1775年）銘より、それ以前に石槨の発掘か）。羨道の石材は花崗岩の割石。『吉備郡史』では、石棺の蓋石は屋根形を呈し、石棺と羨道の接続部の羨道側石には漆灰が見られたとするが、いずれも現在では詳らかでない。

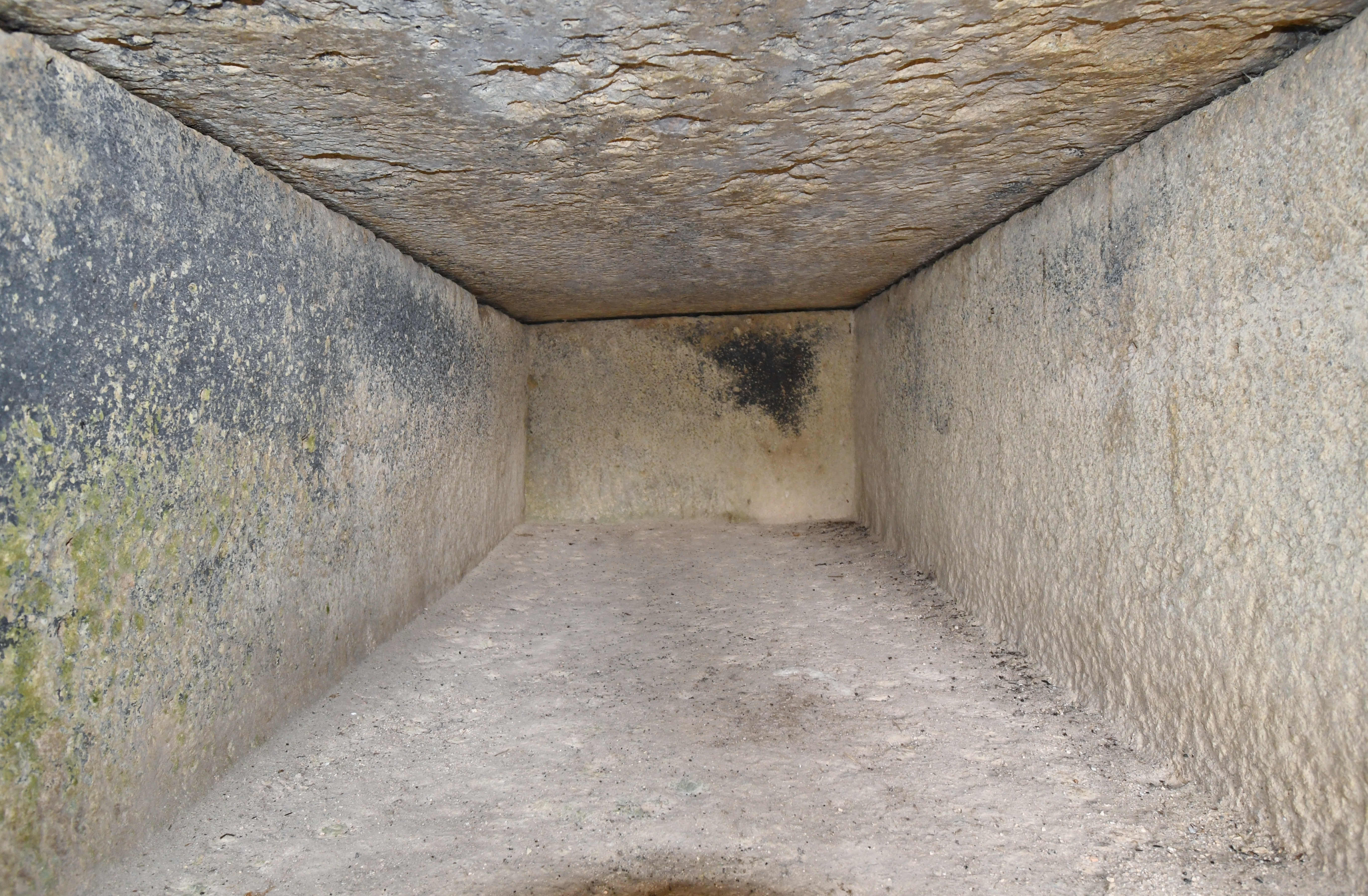
石槨部（奥壁方向）
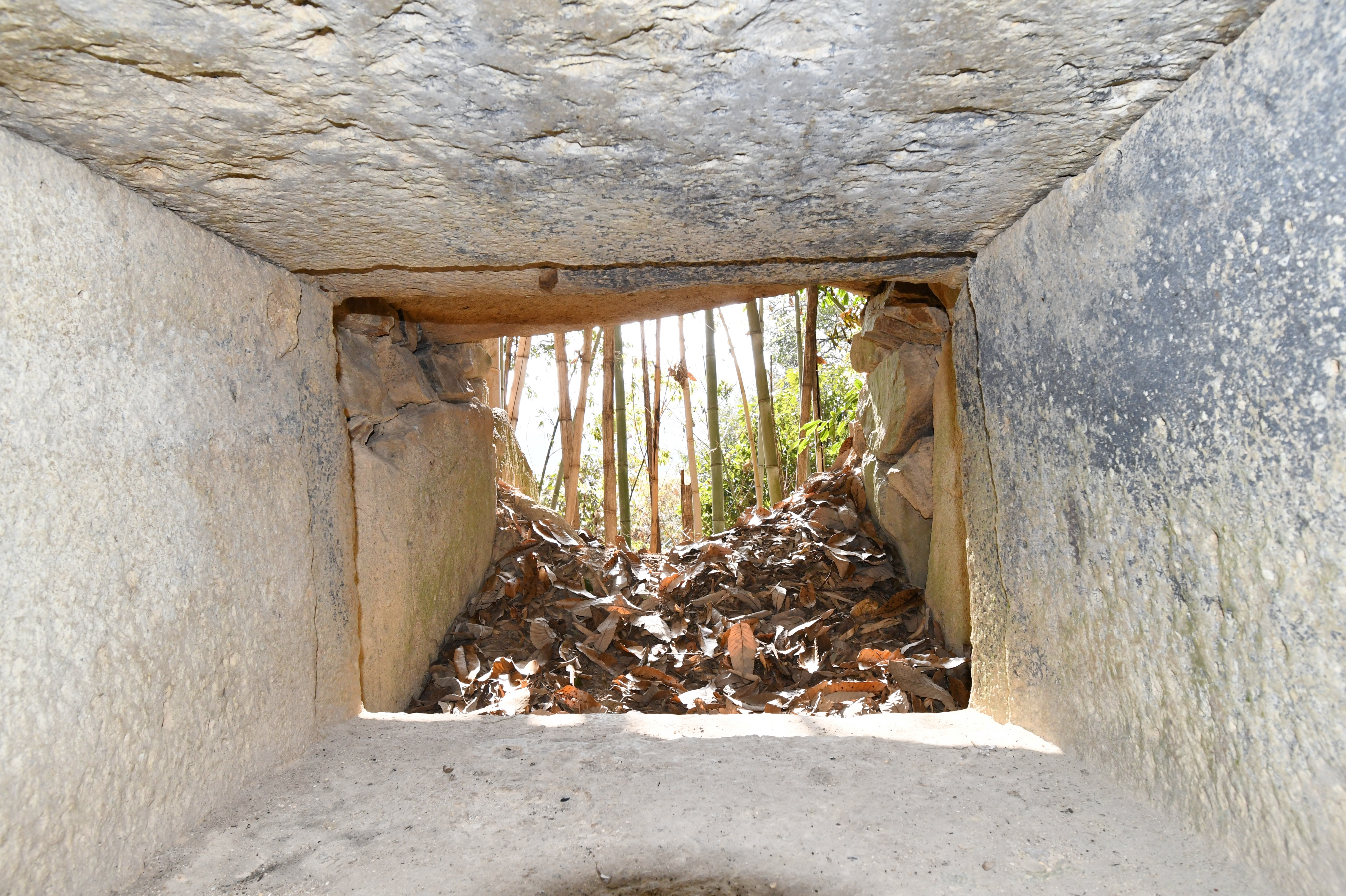
石槨部（開口部方向）
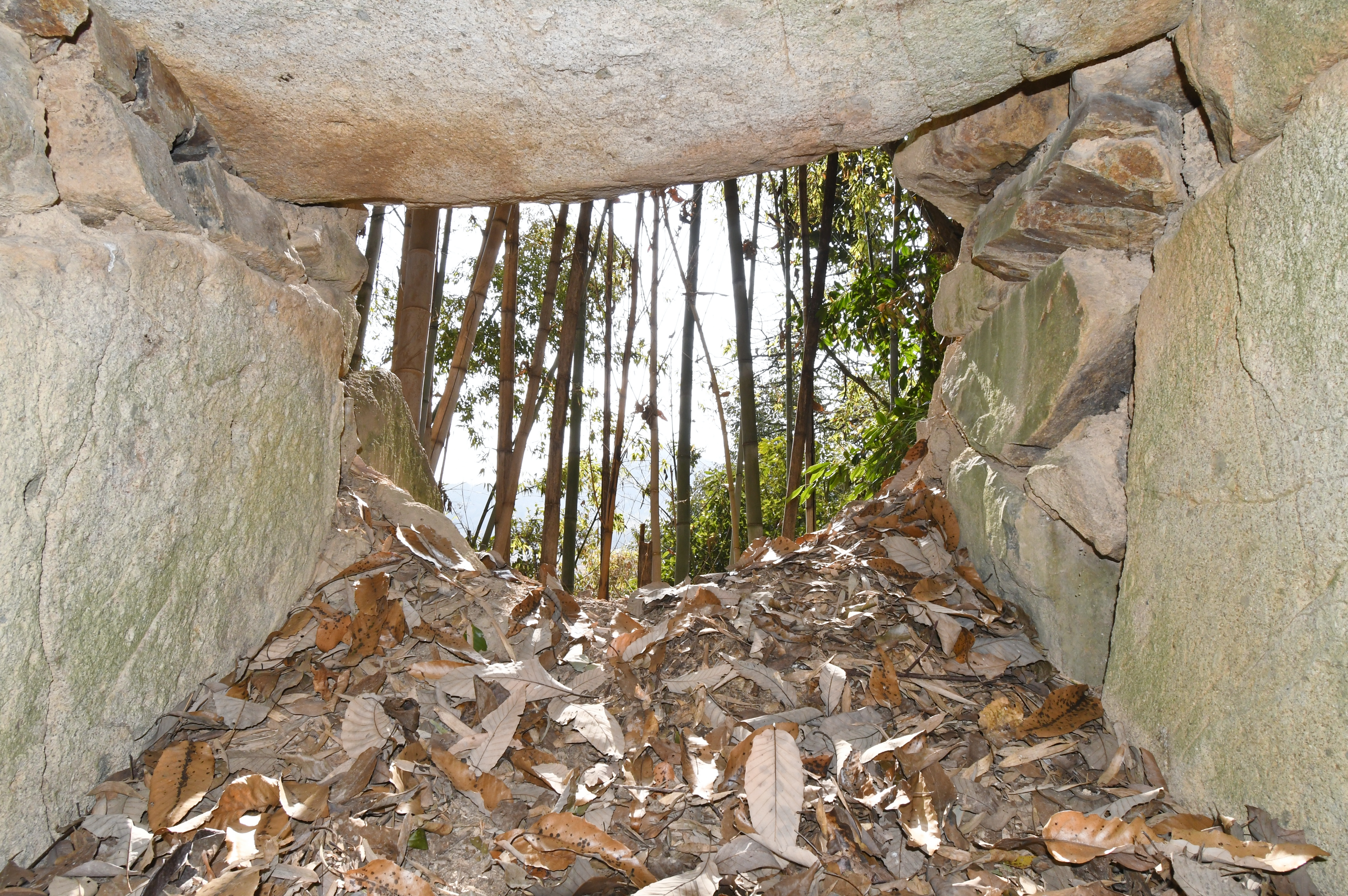
羨道（開口部方向）
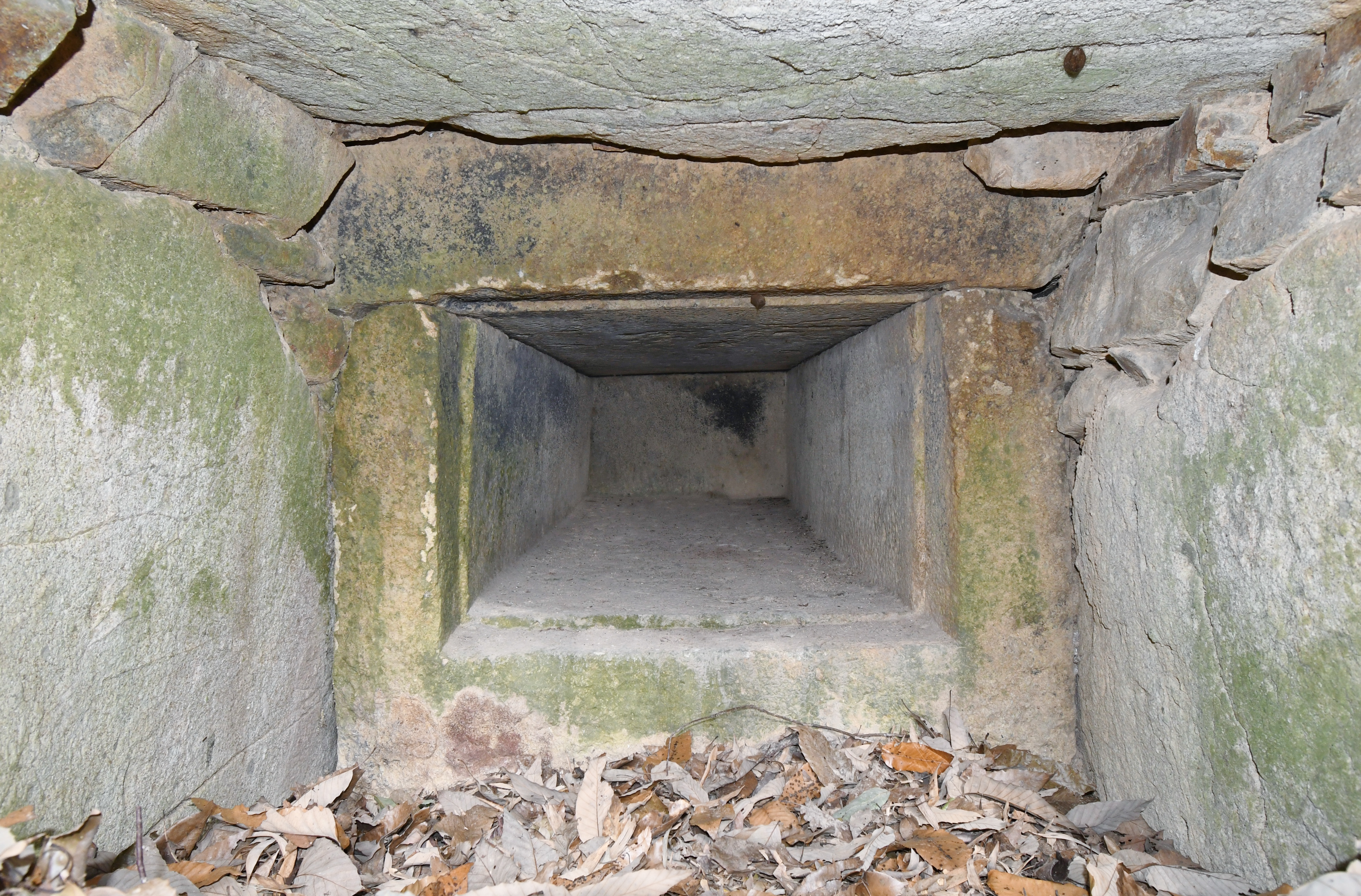
羨道（石槨部方向）
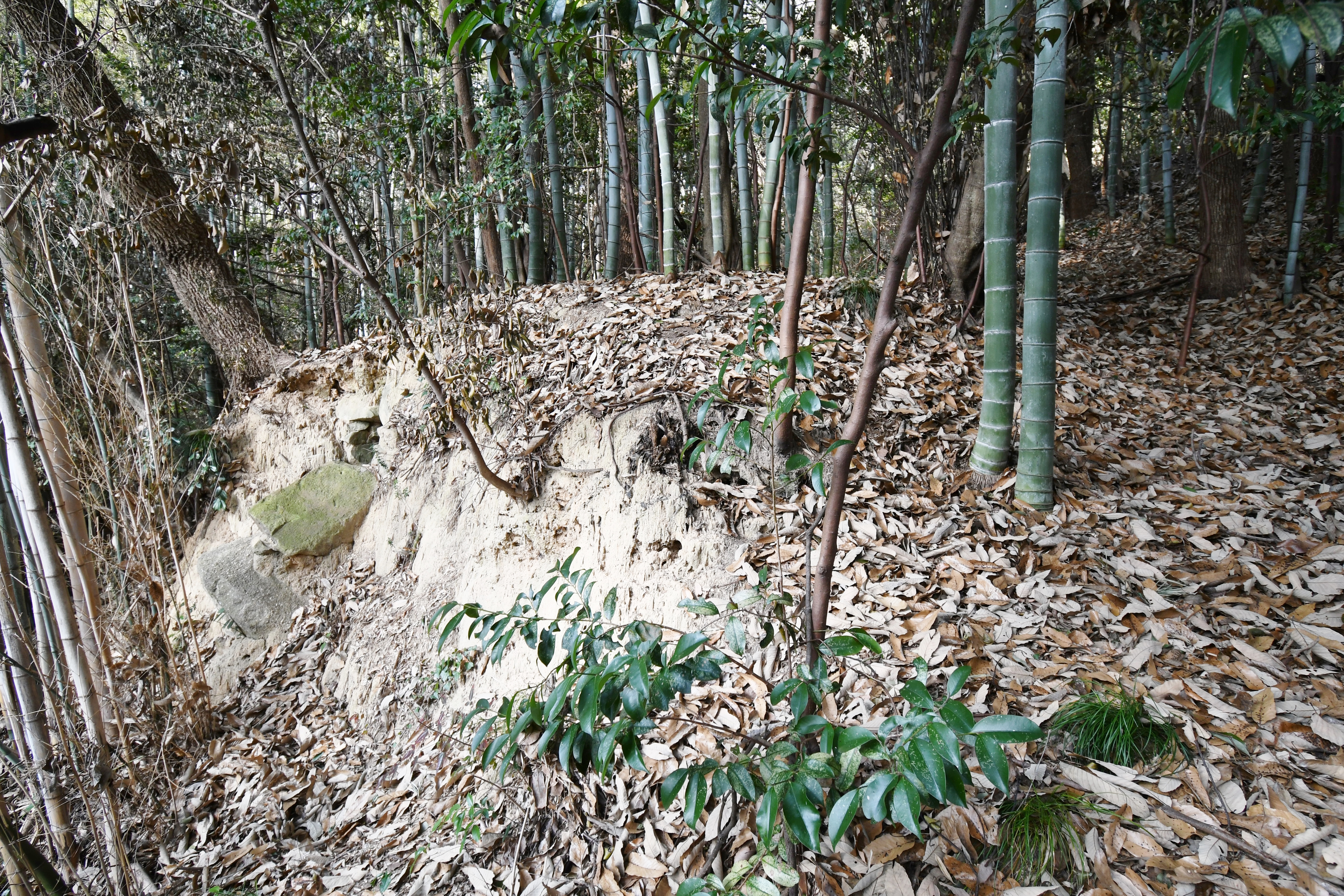
墳丘 画像左端に石槨開口部。